# フィリップ・ジェイムズ・ハミルトン・グリァスン
フィリップ・ジェイムズ・ハミルトン・グリァスン（ハミルトン・グリアソンとも、Philip James Hamilton-Grierson, 1851年3月9日 - 1927年4月25日）は、イギリス出身の法律家、人類学者。

## 生涯・研究
スコットランドに生まれる。1867年にオックスフォード大学を卒業し、スコットランド各地の法曹界で活動し、治安判事や訴訟弁護士を務める。各誌に寄稿する一方で法律書の編纂などを行い、1910年に受爵。
沈黙交易（The Silent Trade）、無言取引（Stummer Handel）、集積所商業（Le Commerce par depots）と呼ばれる慣習に注目し、著書『沈黙交易』を発表した。そのなかで、人類史における平和が、原初的市場の中立性、異人（客人）の保護＝歓待の仕組みに深くかかわっていると述べた。研究においては、人類学の文献の他に、『法における目的』をはじめとするルドルフ・フォン・イェーリングの成果を援用している。
『沈黙交易』の中では、交易の変化について、以下のような類型を示唆した。
1. 姿を見せぬ交易（インヴィジブル・トレード）
2. 姿を見せる交易（ヴィジブル・トレード）
3. 客人招請（ゲスト・フレンドシップ）
4. 姿を見せる仲介者づきの交易（ミドルマン・トレード）
5. 集積所（デポ）
6. 中立的交易
7. 武装市場（アームド・マーケット）
8. 定市場（レギュラー・マーケット）

グリァスンは、市場の存在によって特定の場所に平和が保存され、それが市場への路や人物にも広がることで、友好や歓迎のサインや、異人を保護する数々の慣習を生んだとする。こうして、平和の範囲が進展すると論じた。

## 主要著作
- The Silent Trade（1903）　日本語訳『沈黙交易―異文化接触の原初的メカニズム序説』　中村勝訳、ハーベスト社、1997年。